# Wspólnota administracyjna Wertingen
Wspólnota administracyjna Wertingen – wspólnota administracyjna (niem. Verwaltungsgemeinschaft) w Niemczech, w kraju związkowym Bawaria, w rejencji Szwabia, w regionie Augsburg, w powiecie Dillingen an der Donau. Siedziba wspólnoty znajduje się w mieście Wertingen.
Wspólnota administracyjna zrzesza jedno miasto (Stadt) oraz cztery gminy wiejskie (Gemeinde): 
- Binswangen, 1 318 mieszkańców, 11,91 km²
- Laugna, 1 538 mieszkańców, 27,61 km²
- Villenbach, 1 190 mieszkańców, 17,81 km²
- Wertingen, miasto, 8 878 mieszkańców, 51,80 km²
- Zusamaltheim, 1 243 mieszkańców, 17,90 km²